# Christoph von der Schulenburg (Bischof)
Christoph von der Schulenburg (* 1513 auf dem Gut Warpke; † 9. September 1580 in Diesdorf) war der letzte katholische Bischof von Ratzeburg.

## Leben
Christoph von der Schulenburg stammte aus der älteren, weißen Linie des weitverzweigten Geschlechts von der Schulenburg. 1538 erhielt er von Bischof Georg von Blumenthal die Präbende von Nusse. Kurz darauf wurde er Dompropst in Ratzeburg und auch Propst des Augustiner-Chorfrauen-Stifts Kloster Diesdorf.
Am 22. November 1550 wurde er vom Ratzeburger Domkapitel nach dem Tode des Bischofs Georg von Blumenthal einstimmig zu dessen Nachfolger gewählt. Das erbitterte den Lauenburger Herzog Franz I., der vergeblich versucht hatte, seinen neunjährigen Sohn Magnus zum Bischof wählen zu lassen. Der Herzog holte den Söldnerführer Vollrad von Mansfeld mit seinen Truppen ins Land, die am 23. Mai 1552 den Ratzeburger Dom plünderten und von denjenigen Domherren, die nicht geflüchtet waren, eine Erklärung gegen den Bischof und zugunsten des Herzog erpressten. Mansfeld blieb zwei Monate; gegen eine Zahlung des Kapitels von 4.000 Talern brannte er den Dom nicht nieder. Das Geld liehen die Domherren sich bei Nikolaus Bardewik, dem Bürgermeister von Lübeck, und verpfändeten dafür einen Teil des Stiftsbesitzes. Daraufhin wurde Lübeck auch vermittelnd tätig. Die bischöfliche Burg Stove (heute Ortsteil von Carlow (Mecklenburg)) ließ der Bischof durch den braunschweigischen Söldnerführer Georg von Holle zurückerobern.
Durch einen Vertrag, den Herzog Franz und Herzog Heinrich II. 7. Juni 1554 in Lüneburg abschlossen, kehrte Ruhe im Stift ein, und die strittigen Punkte wurden auf einen Rechtsweg verwiesen. Doch wenig später, am 5. Oktober 1554, erklärte der Bischof dem Domkapitel gegenüber seinen Rücktritt vom Bischofsamt. Vorher hatte es schon Geheimverhandlungen mit Herzog Johann Albrecht I. gegeben. Dieser zahlte ihm 10.000 Gulden, um ihn zu bewegen, zu Gunsten seines Bruders Christoph dem Bistum zu entsagen. Zwar versuchte nach Schulenburgs Rücktritt Franz I. wiederum, seinen Sohn Magnus als Bischof wählen zu lassen, doch auch dieses Mal scheiterte er und das Domkapitel entschied sich für Herzog Christoph zu Mecklenburg.
Schulenburg blieb zunächst Dompropst, verzichtete jedoch kurz darauf gegen eine weitere Zahlung von 5.600 Gulden auch auf dieses Amt und damit auf den Besitz von Mechow. Schon lange vorher hatte er sich der Reformation zugewandt. Am 24. Januar 1555 heiratete er Anna, die Tochter des Otto von Estorff, in St. Marien. Er blieb Propst von Diestorf und wurde braunschweigischer Rat. Sein Sohn Albrecht von der Schulenburg (* 1558), den er durch Stephan Praetorius unterrichten ließ, wurde zum Stammvater der Reichsgrafen von der Schulenburg.